# Emmaculate Achol
Emmaculate Anyango Achol (2 aprile 2000) è una mezzofondista keniota.

## Biografia
Il suo tempo di 28'57" sui 10 km su strada, stabilito a Valencia nel 2024, è il secondo migliore di sempre su tale distanza (inferiore solo al record del mondo stabilito da Agnes Jebet Ngetich vincendo la medesima gara). Nel novembre 2024 la LIEU (Athletics Integrity Unit) ha deciso di sospenderla per un periodo di sei anni.

## Palmarès
| Anno | Manifestazione    | Sede     | Evento         | Risultato | Prestazione | Note |
| ---- | ----------------- | -------- | -------------- | --------- | ----------- | ---- |
| 2019 | Africani juniores | Abidjan  | 3000 m piani   | Argento   | 9'36"05     |      |
| 2024 | Mondiali di cross | Belgrado | Corsa seniores | 4ª        | 31'24"      |      |
| 2024 | Mondiali di cross | Belgrado | A squadre      | Oro       | 10 p.       |      |

## Campionati nazionali
2022
- Eliminata in batteria ai campionati kenioti, 1500 m piani - 4'40"66

2023
- 9ª ai campionati kenioti di corsa campestre - 33'44"

2024
- Argento ai campionati kenioti di corsa campestre - 31'54"

## Altre competizioni internazionali
2024
- 6ª al Prefontaine Classic ( Eugene), 10000 m piani - 30'06"43
- Argento alla World 10K Bangalore ( Bangalore) - 31'16"
- Argento alla 10K Valencia Ibercaja ( Valencia) - 28'57"